# (2175) Andrea Doria
(2175) Andrea Doria (1977 TY) – planetoida z pasa głównego asteroid okrążająca Słońce w ciągu 3,3 lat w średniej odległości 2,22 au. Odkryta 12 października 1977 roku.